# Hydrophorus ampullaceus
Hydrophorus ampullaceus är en tvåvingeart som beskrevs av Van Duzee 1925. Hydrophorus ampullaceus ingår i släktet Hydrophorus och familjen styltflugor. Inga underarter finns listade i Catalogue of Life.